# Oligokyphus
Oligokyphus es un género de cinodontos herbívoro, que existieron desde el periodo Triásico Tardío hasta el Jurásico Temprano. Considerado inicialmente como un mamífero, actualmente se le clasifica como sinápsido, debido a que no posee los accesorios mandibulares de los mamíferos y retiene aún vestigios de la articulación entre los huesos cuadrado y escamosal, en el cráneo.

## Descripción
Oligokyphus, medía alrededor de 50 cm de largo y era herbívoro. Tenía una apariencia similar a la comadreja, con un cuerpo largo y delgado. Las extremidades, a diferencia de los otros sinápsidos estaban alineadas bajo el cuerpo como en los mamíferos modernos.
Oligokyphus estaba distribuido ampliamente a través de Norteamérica, Europa y China. 